# Nicolae Carpathia
Nicolae Jetty Carpathia é o principal antagonista da série de livros Left Behind. Dentro da série, Carpathia é o Anticristo e líder da Comunidade Global (CG), um governo mundial que ele comanda contra os seguidores de Jesus Cristo.
Nos filmes Left Behind, Carpathia é interpretado por Gordon Currie, Randy LaHaye e Bailey Chase. Nos jogos para PC Left Behind, ele é interpretado por Trevor Parsons.

## Biografia fictícia

### Início da vida e ascensão ao poder
De acordo com a trama, Carpathia nasceu no condado de Cluj, na Romênia, produto da engenharia genética e inseminação artificial. Sua mãe, Mara, é involuntariamente convencida por um grupo de luciferianos, a cujo grupo ela se junta, a se tornar mãe de uma criança que, garantem a ela, mudaria a face do mundo. Mara fica com o marido, Sorin, até o nascimento do bebê, insistindo para que o filho mantenha o forte nome Carpathia. (No romance prequel The Rising, é explicado que o nome "Nicolae", quando traduzido, significa "vitória do povo", embora isso esteja longe dos objetivos reais de Carpathia. Seu nome do meio refere-se a "noite em que ele nasceu".)
Por meio de seus pais, Carpathia possui uma linhagem única que remonta à Roma Antiga, então ele pode realmente afirmar ser um descendente romano. Isso faz referência tanto à crença cristã primitiva de que o Anticristo viria na forma de um imperador romano, quanto à atual visão cristã pré-milenista de que o Anticristo emergirá de um "Novo Império Romano".
Quando criança, Carpathia mostra notável inteligência e habilidade atlética, e também prova ser extraordinariamente manipulador, capaz de dobrar os outros à sua vontade com relativa facilidade. Seus manipuladores fazem com que sua mãe seja eliminada, e o próprio Nicolae eventualmente exige o despacho de seu "pai", uma chave para sua ascensão ao poder. Com seus assessores e conselheiros, Carpathia forma um bem-sucedido negócio de importação e exportação que rapidamente o torna milionário. Depois de se tornar milionário, ele é levado por um demônio para um deserto, provavelmente o deserto da Judeia, onde é forçado a viver sem comida e água por 40 dias. Em contraste com a tentação de Jesus, Nicolae cai em todas as três tentações, confirmando assim que em breve ele será o Anticristo. Depois disso, ele é devolvido à Romênia. Ele rapidamente fica entediado com negócios e finanças e guiado pelo "criador de reis" Leon Fortunato, volta seus olhos para a política.
Aos 24 anos, Carpathia entra na cena política como membro da câmara baixa do Parlamento da Romênia. Vítima da chantagem de Fortunato, o presidente da Romênia renuncia, permitindo que Carpathia assuma o poder com o apoio unânime do parlamento do país. Ele também financia uma tentativa de invasão de Israel que é frustrada por Deus.
Pouco tempo depois, no caos que se seguiu ao Arrebatamento, Carpathia é nomeado Secretário-Geral das Nações Unidas. A partir deste cargo, ele converte a ONU na Comunidade Global, nomeando-se o Supremo Potentado daquele governo.
Depois que Carpathia estabelece a Comunidade Global, os governos dos Estados Unidos, Reino Unido e Egito lançam uma revolta contra ele, resultando na Terceira Guerra Mundial. Carpathia permite que seus inimigos comecem a guerra para que a Comunidade possa "retaliar" destruindo-os.
Carpathia ordena que cidades ao redor do mundo, inclusive neutras, sejam destruídas para servir de exemplo aos seus inimigos. Londres, Chicago e outras cidades são bombardeadas, resultando em milhões de baixas e atribuídas aos rebeldes.
Tendo vencido a guerra e sem nenhum governo para se opor a ele, Carpathia ganha o domínio total da terra.

### Morte e ressurreição
Após três anos e meio no poder, Carpathia é assassinado por Chaim Rosenzweig, um botânico e estadista israelense. Ele é morto por um ferimento letal na cabeça de uma espada que Rosenzweig havia escondido. Sua morte é de curta duração, no entanto, como depois de três dias deitado morto, o corpo de Carpathia é habitado pelo próprio Satanás, fazendo com que Carpathia pareça ressuscitar dos mortos e consolidar ainda mais seu poder. Quatro milhões de pessoas comparecem ao seu funeral.

### Últimos 3 anos e meio
Após sua ressurreição, Carpathia abandona sua fachada pacífica e se revela um tirano narcisista e psicopata. Ele tem estátuas de si mesmo construídas em todo o mundo, às quais todas as pessoas devem se curvar. Ele então impõe a marca de lealdade, a profetizada Marca da Besta, que todos devem usar. A recusa em fazer qualquer uma dessas atividades é punível com execução pública. Carpathia tem o lema da Comunidade Global escrito como "Salve Carpathia, nosso senhor e rei ascendente!". Ele então faz um expurgo genocida contra cristãos, judeus, muçulmanos e rebeldes seculares, chegando a contar a um oficial em Profanação para decapitar corpos inimigos, mesmo que já mortos.
Para completar sua busca pela dominação mundial, Carpathia cria o One World Unity Army, composto por toda a presença militar da CG no planeta. A missão deles é destruir a fortaleza remanescente de Petra e assumir a cidade de Jerusalém como a nova capital do mundo, após a destruição sobrenatural da Nova Babilônia. Ele também reúne os exércitos do mundo no vale do Armagedom para a batalha com Jesus Cristo e seu exército.
De acordo com a interpretação da série da profecia bíblica, Carpathia é derrubado com o retorno de Jesus, que o lançou, junto com seu falso profeta Fortunato, no Lago de Fogo para sofrer por toda a eternidade. Antes de sua sentença eterna ser executada, Satanás é expulso de Carpathia, transformando Carpathia em seus restos mortais em decomposição, o estado em que seu corpo estaria se Satanás não o tivesse ressuscitado antes. Ele então se ajoelha diante de Cristo e o declara o Cristo depois que Jesus o julgou por todos os seus crimes e pecados contra a humanidade e Deus. Ele também admite, aos pés de Jesus, que toda a sua vida foi um desperdício e que se rebelou contra um Deus que nunca soube que o amava. Ao contrário de Fortunato, que tentou lutar com Miguel Arcanjo fora de sua sentença, Carpathia aceitou seu destino por sua própria culpa e vergonha, e simplesmente cobriu os olhos enquanto permitia passivamente que o arcanjo o jogasse.

### Mil anos depois
Mil anos depois, um breve vislumbre de Carpathia e Leon Fortunato é visto quando o Lago de Fogo se abre para engolir Satanás. Carpathia ainda se contorce em agonia enquanto é torturado com fogo e enxofre, repetindo continuamente que Jesus é o Senhor. A cena termina e o sofrimento de Carpathia - junto com o de seu mestre e seu subalterno - é retomado por toda a eternidade.

## Carpathianismo
Carpathianismo é uma religião fictícia estabelecida por Leon para adorar Nicolae Carpathia, deixando-a como a única religião legal na Terra. O descumprimento resulta em morte. A religião dura três anos e meio antes de encontrar sua queda na Segunda Vinda de Cristo.
O carpathianismo baseia-se fortemente nas narrativas e tradições do cristianismo, judaísmo e islamismo. Após sua morte e ressurreição, Carpathia se proclama Deus no profanado Templo do Santo dos Santos, um ato que é considerado blasfemo em todas as três religiões abraâmicas. Ele ordena que estátuas de ouro de si mesmo sejam colocadas em destaque e adoradas três vezes ao dia. Isso toca na história do bezerro de ouro encontrada tanto no Antigo Testamento quanto no Alcorão. Em referência ao Livro do Apocalipse, Carpathia apresenta a marca obrigatória conhecida como Marca da Besta.